# Conus guidopoppei
Conus guidopoppei é uma espécie de gastrópode do gênero Conus, pertencente à família Conidae.